# رود زویا
رود زویا (انگلیسی: Zuya) یک رودخانه در شبه‌جزیره کریمه کشور اوکراین است.